# Markos Kiprianu
Markos Kiprianu (en grec: Μάρκος Κυπριανού) (Limassol, Xipre, 1960) és un advocat i polític xipriota que fou Comissari Europeu de Salut, actualment és Ministre d'Afers Exteriors de Xipre.

## Biografia
Va néixer el 22 de gener de 1960 a la ciutat de Limassol, fill de Spiros Kiprianu que fou president del país entre 1977 i 1988. Va estudiar dret a la Universitat d'Atenes, en la qual es va llicenciar. Posteriorment amplià els seus estudis a la Universitat de Cambridge (Anglaterra) i la Universitat Harvard (Estats Units).
Entre 1985 i 2003 formà part de diversos gabinets d'advocats a Limassol.

## Activitat política
Membre del Partit Democràtic (DIKO), fou escollit l'any 1986 membre del consell municipal de Nicòsia, càrrec que va mantenir fins al 1991. Aquell any feu el salt a la política nacional esdevenint diputat per la circumscripció de Nicòsia al Parlament de Xipre, esdevenint el 1999 president de la comissió parlamentària d'assumptes financers i pressupostaris. L'1 de març de l'any 2003 fou nomenat Ministre de Finances pel president de Xipre Tassos Papadópulos, càrrec que va mantenir fins a l'abril del 2004.
Amb l'entrada de Xipre a la Unió Europea l'1 de maig de l'any 2004 fou nomenat pel govern xipriota Comissari Europeu, esdevenint Comissari Europeu de Programació Financera i Pressupostos, càrrec que compartí amb Michaele Schreyer fins al final del mandat de la Comissió Prodi. Amb la formació de la Comissió Barroso fou nomenat Comissari Europeu de Salut i Protecció al Consumidor, cartera aquesta última que cedí a la búlgara Meglena Kuneva l'1 de gener de 2007.
Deixà el càrrec el 3 de març de 2008 quan fou nomenat Ministre d'Afers Exteriors de Xipre.